# مزرعه علی حسن سفلی
مزرعه علی حسن سفلی یک منطقهٔ مسکونی در ایران است که در دهستان سنجابی واقع شده‌است. مزرعه علی حسن سفلی ۶۴ نفر جمعیت دارد.